# Heterodontiformes
Els heterodontiformes són un ordre d'elasmobranquis selacimorfs, coneguts vulgarment com a taurons cornuts. Inclou una sola família amb un sol gènere actual Heterodontus, compost de 10 espècies, entre les quals destaca el tauró dormidor banyut (Heterodontus francisci).

## Taxonomia
- Heterodontus francisci
- Heterodontus galeatus
- Heterodontus japonicus
- Heterodontus marshallae
- Heterodontus mexicanus
- Heterodontus omanensis
- Heterodontus portusjacksoni
- Heterodontus quoyi
- Heterodontus ramalheira
- Heterodontus zebra